# بیل گور
بیل گور (انگلیسی: Bill Gore؛ زاده ۲۵ ژانویه ۱۹۱۲ درگذشته ) یک دانشمند در زمینه مهندسی شیمی بود.